# Cơ quan phòng chống doping thế giới
Cơ quan phòng chống doping thế giới (WADA; tiếng Anh: World Anti-Doping Agency) là một tổ chức được sáng lập thông qua sự chỉ đạo của Ủy ban Olympic quốc tế (IOC). Được thành lập ngày 10 tháng 11 năm 1999 tại Lausanne, Thụy Sĩ, là kết quả của những gì được gọi là "Tuyên bố Lausanne", để thúc đẩy, điều phối và giám sát chống chất kích thích trong thể thao. Từ năm 2002, trụ sở chính của tổ chức được chuyển đến Montréal, Québec, Canada. Văn phòng ở Lausanne trở thành văn phòng đại diện tại châu Âu. Những văn phòng khác được đặt ở châu Phi, châu Á/Đại Dương và Mỹ Latinh. WADA tạo ra Luật chống doping thế giới, được hơn 600 tổ chức thể thao chấp nhận, bao gồm các liên đoàn thể thao quốc tế, các tổ chức phòng chống doping quốc gia, Ủy ban Olympic Quốc tế và Ủy ban Paralympic Quốc tế. Chủ tịch hiện tại là Sir Craig Reedie.
Ban đầu được tài trợ bởi Ủy ban Olympic Quốc tế, WADA bây giờ nhận được một nửa các nhu cầu ngân sách của mình từ đó, một nửa còn lại đến từ các chính phủ khác nhau. Cơ quan quản lý bao gồm các đại diện từ các phong trào thể thao (bao gồm cả vận động viên) và các chính phủ trên thế giới (cũng vì thế nên các quyết định của cơ quan này bị ảnh hưởng nhiều bởi chính trị). Các hoạt động chính của cơ quan bao gồm các nghiên cứu khoa học, giáo dục, phát triển năng lực chống doping và giám sát Luật chống doping thế giới.

## Danh sách các chủ tịch
- Dick Pound (1999–2007)
- John Fahey (2008–2013)
- Craig Reedie (2014–nay)[3]